# 페슈메르가
페슈메르가(쿠르드어: پێشمەرگە Pêşmerge, 영어: Peshmerga)는 이라크 쿠르드 자치구의 군사 조직이다. 쿠르드 민병대라고도 부른다. peshmerga란 죽음에 맞서는 자란 뜻이다.

## 역사
쿠르디스탄의 페슈메르가군은 그들의 영토를 지배하던 오스만 제국과 카자르 제국이 무너진 후인 1920년대 초 쿠르드인이 독립의 움직임을 보였을 때 만들어졌다. 페슈메르가는 또한 이라크령 쿠르디스탄 군대의 공식적인 이름이다. 페쉬마르가의 사병에는 여자들도 포함되어있다. 페슈메르가는 그들의 민족집단의 미래가 보장된다면 아주 효과적인 군대였다. 미국이 이끈 이라크 침공 중에 페슈메르가는 사담 후세인을 생포하는 그들의 임무로 미국을 도왔다. 2004년 그들은 또한 알카에다의 수장인 오사마 빈라덴의 연락책이였던 하산 굴을 생포했는데 이는 미국 네이비 실이 알카에다의 지도자였던 오사마 빈 라덴을 찾아내고 사살한 넵튠 스피어 작전으로 이어졌다. 또한 2015년 11월 이라크 내전에서 이슬람 국가가 탈환한 신자르 주를 탈환하였다.
2014년 9월말까지 독일로부터 상당한 양의 무기와 자금을 지원받았다.

## 양당제
이라크 쿠르드는 크게 이라크계인 쿠르드민주당(KRD)와 이란계인 쿠르드애국동맹(PUK)으로 분열돼 있으며, 이들 2개 정당에 소속된 페슈메르가 대원들은 1990년대 서로 동족상잔의 전쟁을 하기도 했다.

## 사담 후세인 체포
2003년 12월 14일, 이스라엘의 군사정보매체인 데브카파일은 사담 후세인이 지하 땅굴에 숨은 것이 아니라, 현상금 사냥꾼에 의해 지하에 감금되어 있었고, 이들은 미국 정부에 2500만불(270억원)을 요구했으며, 쿠르드애국동맹(PUK)의 잘랄 탈라바니가 이끄는 쿠르드 민병대가 이를 중재했다고 주장했다.
잘랄 탈라바니는 이후에 이라크 대통령으로 선출되었다.

## 같이 보기
- 대한민국 이라크 평화·재건 사단